# Appel circulaire
L'appel circulaire consiste à faire juger une affaire une seconde fois par une juridiction de même nature, mais située géographiquement ailleurs. À l'inverse, l'appel classique, consiste à faire juger une affaire une seconde fois par une juridiction de second degré.
La formule est inspirée des pratiques canoniques.

## En droit français
Le système de l'appel circulaire a été adopté dans la procédure de la justice contentieuse par les Constituants pendant la Révolution française.
Le système vaut aussi pour les six tribunaux criminels provisoires à Paris.
La volonté est de ne pas compliquer la justice avec une hiérarchie trop importante et de mettre un terme définitif à l'existence des parlements et de leur appel hiérarchique.
Les appels des sentences des juges de paix et des tribunaux de famille contre les décisions rendues par les tribunaux de district étaient portés devant l'un des sept tribunaux de district territorialement les plus proches de celui qui avait rendu la décision attaquée.
L'appel circulaire est supprimé au profit de vingt-neuf tribunaux d'appel créés par une loi du 27 ventôse an VIII (18 mars 1800). La procédure renforce alors le contrôle des juridictions inférieures.
Un retour partiel à l'appel circulaire a lieu à partir de 1808, à la suite de réformes liées à la publication des deux codes pénaux. L'organisation de la procédure se retrouve changée de sorte que les maires des communes dépourvues de justice de paix retrouvent des compétences de simple police. Les recours dirigés contre leurs sentences ne peuvent plus être portés devant le tribunal criminel, mais devant un autre tribunal d'arrondissement.
En matière pénale, l'appel circulaire a été réintroduit en France entre les cours d'assises par la loi du 15 juin 2000, ce qui constitue une rare exception.

### Webographie
- La justice depuis la Révolution française
- Appel circulaire